# Jan-Olof Strandberg
Gabriel Johan-Olof Strandberg, kendt som Jan-Olof Strandberg (født 9. september 1926 i Stockholm, død 2. maj 2020 samme sted) var en svensk skuespiller, der optrådte i omkring 85 teaterstykker på Dramaten, som han også var direktør for fra 1975 til 1981. Ved siden af teateret medvirkede han også i over 30 film såsom Syv glade enker (1964), Jomfrutro og dobbeltmoral (1965), Varning för Jönssonligan (1981) og Rejsen til Melonia (1989).
Strandberg ligger begravet på Norra begravningsplatsen i Solna.

## Udvalgt filmografi
- To gutter i Stockholm (1947, ukrediteret)
- Flådens glade gutter (1948, ukrediteret)
- Kun en mor (1949, ukrediteret)
- Havets mænd (1951)
- Barabbas (1953, ukrediteret)
- Seier i mørket (1954, ukrediteret)
- Vildfugle (1955)
- Adam og Eva (1963)
- Syv glade enker (1964, ukrediteret)
- Jomfrutro og dobbeltmoral (1965)
- Markurells i Wadköping (tv-serie, 1968-1969)
- Kan man dø af et knald? (1971)
- Manden, som holdt op med at ryge (1972)
- Den jäktade (tv-film, 1976)
- Varning för Jönssonligan (1981)
- Studenten (tv-film, 1982)
- Den umulige drøm (1982)
- Offeret (1986, kun stemme)
- Goda Grannar (tv-serie, 1987-1988)
- Rejsen til Melonia (animationsfilm, 1989)
- Troløs (2000)